# ハワイ神話の神々一覧
ハワイ神話の神々一覧（ハワイしんわのかみがみいちらん）では、ハワイ神話における神々を一覧に記す。
ハワイ先住民の宗教はポリネシア神話と関係ある多神教で、その神話には多数の神々が出てくる。

## ハワイ神話によく出てくる神々

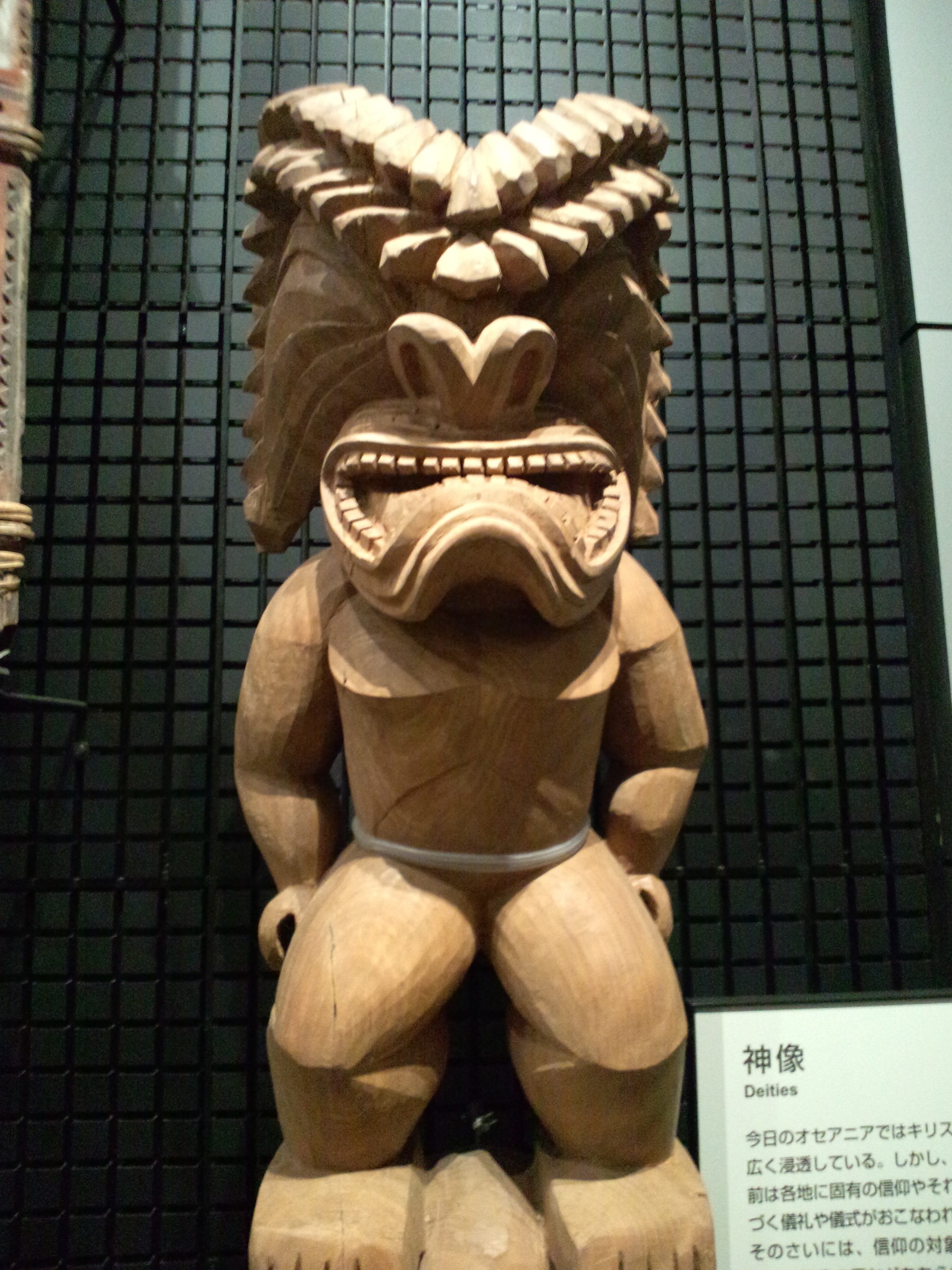
戦闘神クー像（国立民族学博物館・大阪府吹田市）

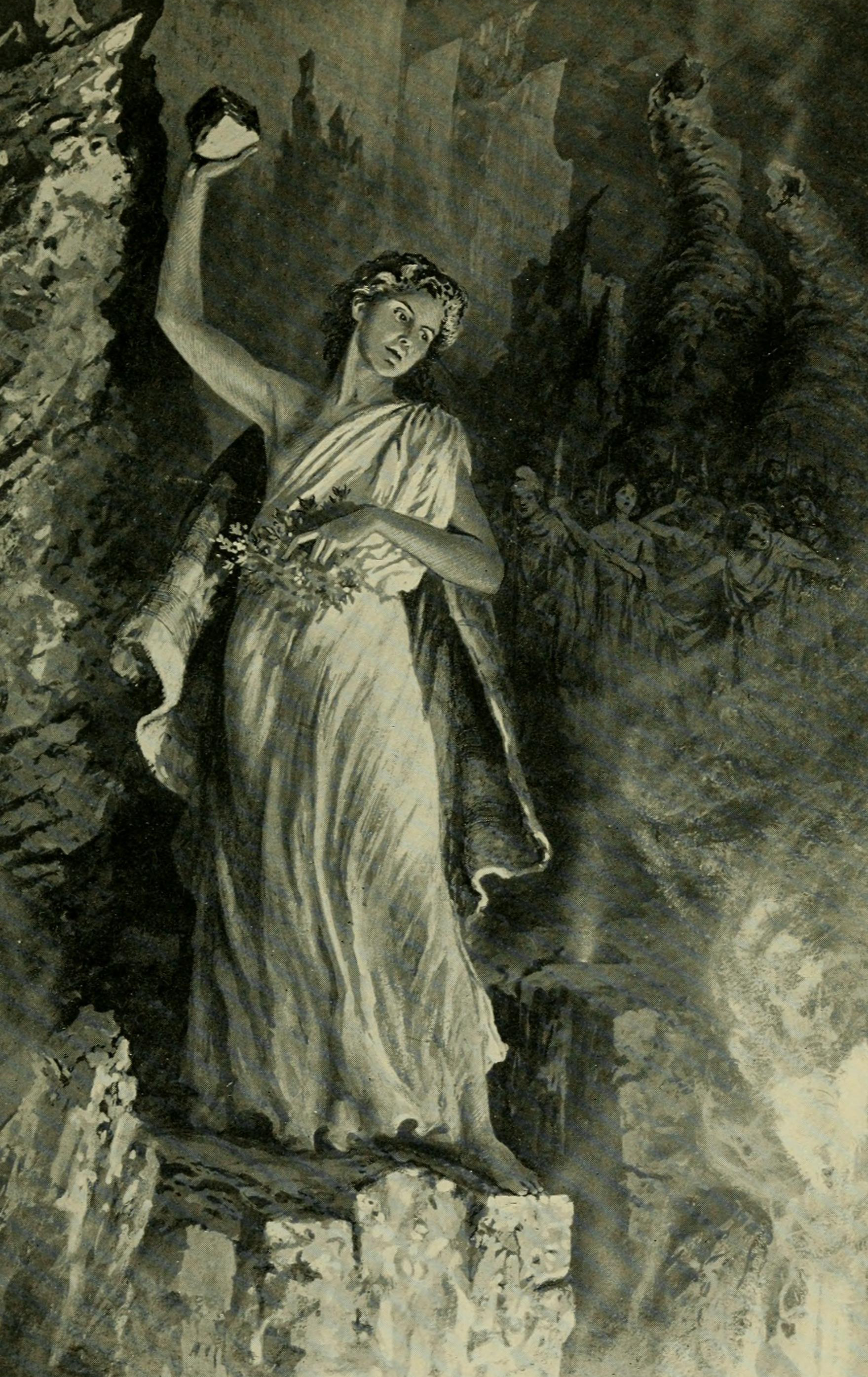
1907年に描かれた女神ペレ

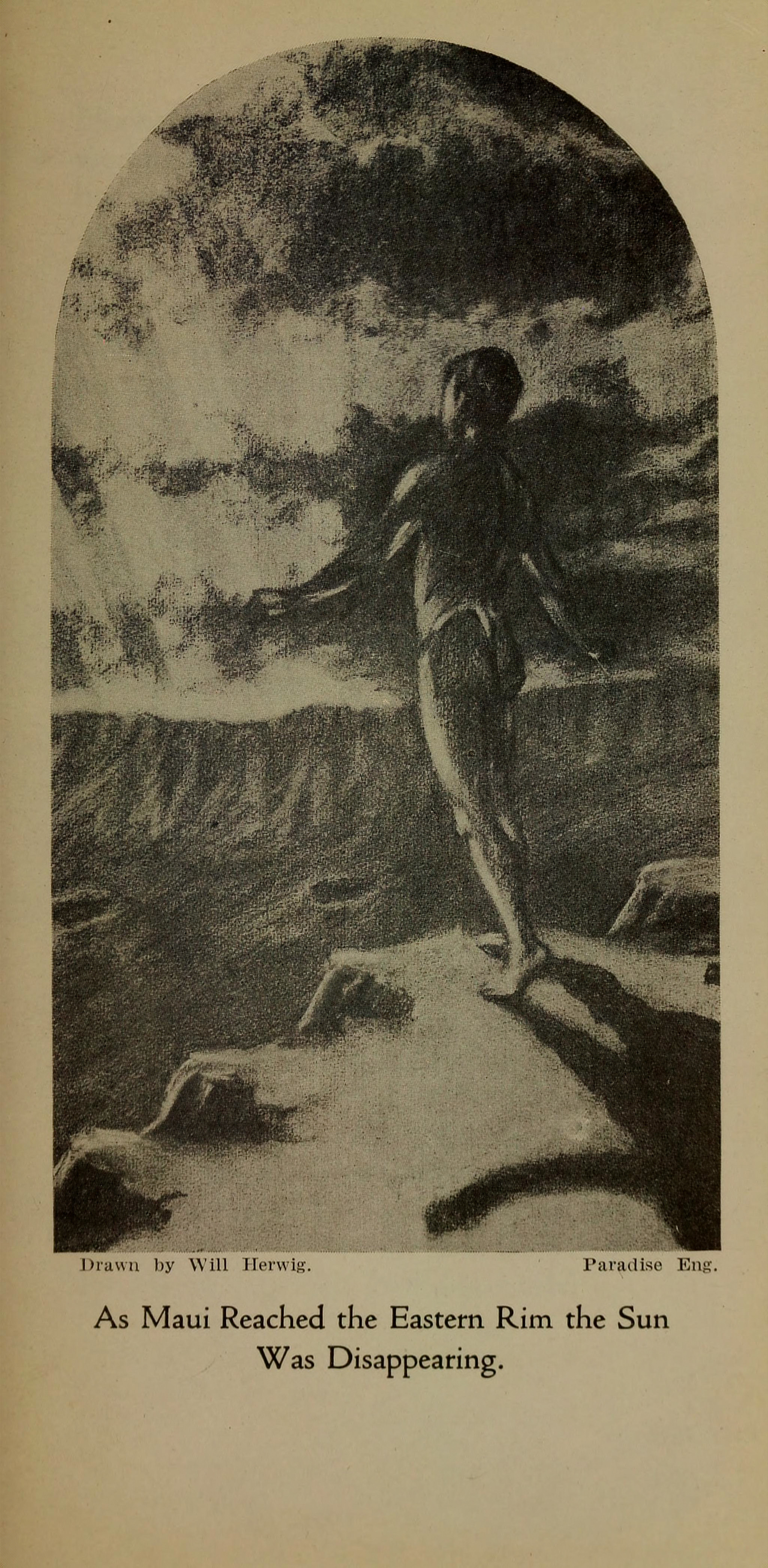
1920年に描かれた神マウイ

アイウエオ順。

### おもな神々
おもな神々は3～5神。
- カーネ (Kāne)
- カナロア (Kanaloa)
- クー (Kū または クーカーイリモク (Kū-ka-ili-moku) )
- ヒナ (Hina)
- ロノ (Lono)

### 下位の神々
- Iao
- Ukupanipo
- ‘Elepaio
- Kaha'i
- Kahōʻāliʻi
- Kalamainuʻu
- カマプアア (Kamapuaʻa)
- カモホアリイ (Kā-moho-aliʻi)
- カーネ・ミロハイ (Kāne-milo-hai または Kāne-hekili)
- カポ (Kapo)
- Kapua
- Kaulu
- Kinilau
- Kuula、魚の神
- ナマカ (Namaka)
- Nightmarchers
- Nuʻu
- Haikili
- ハウメア (Haumea)
- ヒイアカ (Hiʻiaka)
- Pakaʻa
- Paliuli
- ポリアフ(Poliʻahu)
- パパ (Pāpā)
- ペレ (Pele)
- マウイ (Māui)
- メネフネ
- ラカ (Laka)
- Wahie Loa
- アケア (Akea)

### 家族または個人の守護神
- アウマクア

### 半神
- マウイ

## ハワイ神話によく出てくるその他の用語
ハワイ神話関係でよく出てくる用語を示す。  
- アリイ（族長／貴族）、カフナ（神官）、マカアイナナ（一般庶民）、カウパ（奴隷） - 身分制度
- カプ
- クムリポ (Kumulipo)
- ポーエレ (Boggart)
- クアモオ・モオキニ、パアオ
- ヘイアウ（聖所）、ルアキニ（生贄のある聖所）
- マカヒキ（4か月の新年）
- マナ
- アフプアア - 土地制度
- プレ (ハワイ語)（Pule、祈り）、オリ (ハワイ語)（Oli、音楽のないもの）、メレ（Mele、音楽付き）
- トリックスター - いたずら好きのマウイなど